# Ginzel (cráter)
Ginzel es un cráter de impacto que se encuentra en la cara oculta de la Luna,  ligeramente más allá de la extremidad oriental, en el borde oriental del Mare Marginis, en una zona de la superficie que a veces se puede observar desde la Tierra por efecto de la libración. Al norte-noreste de Ginzel aparece el cráter Popov y hacia el sur se encuentra Dreyer.
|  |  |

Gran parte del borde y del interior de Ginzel han sido inundados por la lava, dejando sólo un débil rastro de su contorno en la superficie, de otro modo relativamente llano. Solamente el borde occidental destaca de manera algo más prominente por encima de la irregular llanura circundante. El cráter satélite Ginzel L, también inundado por la lava, está unido a la parte sur del borde del cráter principal, y un cráter más pequeño se sitúa atravesando el lado norte de su perímetro. En el interior se localiza una pareja de pequeños cráteres unidos en la mitad occidental, careciendo de otros rasgos distintivos.

## Cráteres satélite
Por convención estos elementos son identificados en los mapas lunares poniendo la letra en el lado del punto medio del cráter que está más cerca de Ginzel.
|        | \| Ginzel \| Coordenadas \| Diámetro \| \| ------ \| ------------------------------ \| -------- \| \| G \| 13°42′N 100°12′E / 13.7, 100.2 \| 42 km \| \| H \| 12°42′N 100°06′E / 12.7, 100.1 \| 50 km \| \| L \| 13°06′N 97°48′E / 13.1, 97.8 \| 28 km \| |          |
| Ginzel | Coordenadas | Diámetro |
| G      | 13°42′N 100°12′E / 13.7, 100.2 | 42 km    |
| H      | 12°42′N 100°06′E / 12.7, 100.1 | 50 km    |
| L      | 13°06′N 97°48′E / 13.1, 97.8 | 28 km    |